# 以斯拉續篇上卷
《以斯拉續篇上卷》（1 Esdras）又譯為《厄斯德拉前書》，是東正教接受的次經，而新教、天主教和猶太教則不接受此經卷作正經。一般學者認為《以斯拉續篇上卷》是主前150年以後在埃及所寫。 
此書記載了舊約歷史上一些串連的事件，由約西亞王領導耶路撒冷逾越節慶典開始 （約主前621年）直至以斯拉宣讀律法書為止（主前444年）。所報導的史實分別摘自：《歷代志下》33:1–36:23、《以斯拉記》全書、《尼希米記》7:73–8:12，另外加上「三個守衛的故事」。 

## 三個守衛的故事
故事中說到大流士王有三個侍衛，其中一個名叫所羅巴伯。一晚三人爭辯什麼是世界上最有權勢的：一個主張「酒最有權勢」，因它能控制人，使人身不由己；第二個主張「君王最有權勢」，因他統治萬人，有無上的權威；所羅巴伯卻說：「女子最有權勢，因為人由女子而出，然而真理超越一切。」大流士王為三人作評判，認為所羅巴伯所言有理，准他自行選擇獎賞。所羅巴伯於是要求大流士王讓他回耶路撒冷重建聖殿。故事末了描述猶太人離開巴比倫，回到耶路撒冷的經過。

## 相关作品
- 以斯拉續篇下卷

### 引用
1. ↑  舊約聖經《列王記下》 21:25
2. ↑  《以斯拉續篇上卷》3:1–5:6